# Església del Salvador de Lufrei
L'Església del Salvador de Lufrei és una església romànica que es troba a Lufrei, al municipi d'Amarante, a Portugal. El 1971 fou classificada com a Immoble d'Interés públic, i forma part de la Ruta del romànic.